# Ośrodek Zapasowy 5 Dywizji Piechoty
Ośrodek Zapasowy 5 Dywizji Piechoty (OZ 5 DP) – oddział piechoty Wojska Polskiego, nie istniejący w czasie pokoju.

## Formowanie i organizacja
Ośrodek Zapasowy 5 Dywizji Piechoty nie istniał w organizacji pokojowej Wojska Polskiego. Był Jednostką mobilizowaną zgodnie z planem mobilizacyjnym „W”, w II rzucie mobilizacji powszechnej. Jednostką mobilizującą Ośrodek Zapasowy 5 Dywizji Piechoty był 19 pułk piechoty. Ośrodek miał być formowany według organizacji wojennej L.3010/mob.org., skompletowany zgodnie z zestawieniem specjalności oraz uzbrojony i wyposażony zgodnie z wojennymi należnościami materiałowymi. Miał być zmobilizowany w czasie X+2. W skład ośrodka zapasowego ramowo wchodziło:
- dowództwo ośrodka zapasowego,
- kompania gospodarcza ośrodka zapasowego,
- kompania podchorążych rezerwy ośrodka zapasowego,
- trzy bataliony ośrodka zapasowego po trzy kompanie strzeleckie i jednej kompanii ckm,
- pluton przeciwpancerny ośrodka zapasowego,
- pluton pionierów ośrodka zapasowego,
- pluton łączności ośrodka zapasowego,
- pluton zwiadowców ośrodka zapasowego[3].

Po zmobilizowaniu wszystkich jednostek przewidzianych planem "W" w ramach mobilizacji alarmowej i I rzutu powszechnej w koszarach 19 pp we Lwowie, pozostały nadwyżki 19 pp w ilości ok. 1500 żołnierzy pod dowództwem ppłk. Władysława Smereczyńskiego. Pozostały nadwyżki 40 pułku piechoty we Lwowie w ilości ok. 3000 żołnierzy pod dowództwem ppłk. Stanisława Brzezińskiego. Pozostały też nadwyżki 26 pułku piechoty w Gródku Jagiellońskim i we Lwowie w ilości ok. 2000 żołnierzy pod dowództwem ppłk. Ludwika Dmyszewicza i mjr. Eugeniusza Ślepeckiego, które z Gródka Jagiellońskiego przybyły do Lwowa. Nadwyżki te sformowano w Oddziały Zbierania Nadwyżek poszczególnych pułków piechoty, zebrane oddziały nadwyżek weszły w skład Ośrodka Zapasowego 5 DP we Lwowie pod dowództwem ppłk. Władysława Smereczyńskiego. Ze względu na zagrożenie Lwowa i Gródka Jagiellońskiego atakiem oddziałów niemieckich, nastąpiła nagła potrzeba formowania nowych pododdziałów i oddziałów piechoty w garnizonie Lwów. Bataliony marszowe zmobilizowane w pułkach w ramach I rzutu mobilizacji powszechnej po dozbrojeniu, uzupełnieniu ekwipunku i zwiększeniu stanów osobowych zbliżonych do bojowych, wysłano spiesznie na linię bojową z częściowo wzmocnioną kadrą dowódczą. Bataliony marszowe 19 pp, 26 pp i 40 pp na podstawie rozkazu operacyjnego nr 1 z 11 września 1939 desygnowanemu na stanowisko Dowódcy Grupy Obrony Lwowa gen. dyw. st. sp. Rudolfa Pricha, weszły w skład dowództw odpowiedzialnych za doraźną obronę Lwowa i jego przedpola. Utworzono trzy zgrupowania, które zostały powołane do obrony Lwowa, i obszaru Żółkiew, Janów, Gródek Jagielloński, Lubień Wielki, z wysuniętym punktem oporu w Rawie Ruskiej. W dniach 11-12 września weszły w skład dwóch zgrupowań: „F” płk. Bolesława Fijałkowskiego broniącego Lwowa i najbliższych okolic, w skład tego zgrupowania wszedł batalion marszowy 26 pp pod dowództwem mjr. Eugeniusza Ślepeckiego. Zadaniem jego była obrona bezpośrednia miasta od strony zachodniej i północno-zachodniej. Zgrupowanie „D” ppłk Ludwika Dmyszewicza broniące linii rzeki Wereszycy. Gotowe już bataliony marszowe 19 pp mjr. st. sp. Ottona Blutreicha i 40 pp mjr. Eugeniusza Kubicza stanowiły podstawową siłę bojową zgrupowania „D”.    
W ramach II rzutu mobilizacji powszechnej mobilizowano dalszych rezerwistów do Ośrodka Zapasowego 5 DP łącznie zmobilizowano ok. 6500 żołnierzy, w tym ok. 200 oficerów. Z uwagi na zagrożenie Lwowa podjęto od 9 września pozyskiwanie uzbrojenia z wszelkich możliwych zasobów, własnych pułkowych i OZ, Składnicy Uzbrojenia nr 6 w Hołosku, magazynów Przysposobienia Wojskowego, Związku Strzeleckiego, kolejowych, policyjnych itp. Pozyskano broń strzelecką oprócz produkcji polskiej, broń z okresu I wojny światowej: austriacką, francuską, czy niemiecką. Podjęto formownie z zasobów osobowych Ośrodka dalszych batalionów. W nowoczesną broń strzelecka produkcji polskiej kb, kbk, rkm, ckm, granatniki, moździerze, granaty oraz amunicję strzelecką pozyskano od 19 września i dozbrojono nią, po dotarciu do Lwowa kolejowych transportów ewakuacyjnych z zakładów produkcji uzbrojenia i centralnych składnic uzbrojenia. Wszechobecny był brak umundurowania i wyposażenia, hełmów, ładownic, pasów, łopatek piechoty. Jako pierwszy sformowano i wyposażono: I batalion piechoty OZ (19 pp) mjr. Romualda Majewskiego nazywany batalionem wypadowym. Następnie II batalion piechoty OZ (26 pp) kpt. Rudolfa Prokopowicza i III batalion piechoty OZ (40 pp) mjr. Stanisława Gębarowicza.        

## Działania bojowe
Bezpośredni atak na Lwów w dniu 12 września po południu dokonany przez grupę bojową ze składu niemieckiej 1 Dywizji Górskiej, powstrzymany został przez pododdziały batalionu marszowego 26 pp mjr. Eugeniusza Ślepeckiego i batalionu marszowego 48 pułku piechoty mjr. Edwarda Szymańskiego oraz pododdziały rezerwy policyjnej, kompanie wartownicze, działony, plutony armat sformowane w Ośrodku Zapasowym Artylerii Lekkiej nr 6. Walki i zagrożenie miasta nagłym atakiem, wymusiły przyspieszenie sformowania kolejnych oddziałów i pododdziałów piechoty do obsadzenia linii obrony Lwowa. Od tego dnia do Lwowa zaczęły przybywać improwizowane bataliony pułków „grodzieńskich”, a następnie oddziały 35 Dywizji Piechoty rezerwowej.              
12 września w godzinach wieczornych z OZ 5 DP wysłano do dyspozycji dowództwa Grupy Obrony Lwowa najlepiej uzbrojony I batalion piechoty Ośrodka Zapasowego 5 DP z nadwyżek żołnierzy 19 pp pod dowództwem mjr. Romualda Majewskiego. I batalion zajął stanowiska  w rejonie stacji kolejowej Personówka, batalionowi podporządkowano baterię spieszoną z nadwyżek 6 pułku artylerii ciężkiej pod dowództwem kpt. Tadeusza Sklepińskiego. Wieczorem 12 września i nocą 12/13 września wysłano następny nie w pełni uzbrojony III batalion piechoty OZ z żołnierzy 40 pp pod dowództwem mjr. Stanisława Gębarowicza, celem obsadzenia i zamknięcia odcinka południowo-wschodniego pomiędzy ul. Zieloną, a ul. Łyczakowską. Z najsłabiej uzbrojonego, II batalionu piechoty OZ 26 pp pod dowództwem kpt. Rudolfa Prokopowicza,  tylko w kb i kbk produkcji francuskiej uzyskaną z magazynu Przysposobienia Wojskowego, wysłano dwa słabe plutony z 80 żołnierzami celem obsadzenia wzg. 374 „Kortumowa Góra”. Reszta nieuzbrojonego w pełni II batalionu pozostała w Cytadeli jako odwód. Odcinki obrony obsadziły też w rejonie ul. Stryjskiej I Lwowski batalion ON, na Wulce pododdziały Policji Państwowej i kompania kadetów ppor. rez. Mieczysława Krzyńskiego. 12 września obowiązki dowódcy GOL objął gen. bryg. st. sp. Franciszek Sikorski. Tej nocy i rano 13 września odcinek zachodni, północny i następnego dnia południowy obsadziły pułki „grodzieńskie” oraz sukcesywnie w miarę przybycia do Lwowa, bataliony 35 DP rez. 13 września o godz. 10.00 wzg. 374 „Kortumowa Góra” zostało silnie ostrzelane przez artylerię niemiecką, po czym o godz. 10.15 trzy bataliony niemieckich strzelców górskich wykonały natarcie, wyrzucając obsadę w sile 80 żołnierzy II batalionu OZ 26 pp, a także spieszącą jej ze wsparciem 5 kompanią strzelecką 205 pułku piechoty. Strzelcy górscy 1 DG do godz. 14.00 zdobyli wzgórze i dwie znajdujące się na nim armaty baterii OZAL nr 6. 13 września po południu do odbicia wzg. 374 skierowano batalion OZ I/26 pp, jego natarcie załamało się w silnym ogniu dział i moździerzy oraz broni maszynowej. Batalion poniósł duże straty osobowe. Po nieudanym szturmie batalion kpt. Rudolfa Prokopowicza został wycofany, jego miejsce zajął I batalion 206 pp. Batalion kpt. Prokopowicza skierowano do obsady sektora wschodniego. Rano 13 września skierowano na odcinek wschodni, w połowie tylko uzbrojony batalion OZ II/40 pp dowodzony przez por. rez. Włodzimierza Hermana. Batalion ten liczył tylko po dwa plutony w kompaniach. Zajął on obronę na odcinku od ul. Snopkowej przez cmentarz Łyczakowski, do ul. Łyczakowskiej. W nocy z 14/15 września batalion ten został wycofany do koszar w cytadeli celem reorganizacji, uzupełnienia stanów i dozbrojenia. W nocy 16/17 września kompania 2 kompania tego batalionu obsadziła cm. Łyczakowski. 18 września  II/40 pp batalion piechoty OZ obsadził odcinek nr I w sektorze wschodnim, otrzymał kryptonim „Ryś”. 14 września z OZ 5 DP odszedł na dowódcę pododcinka „Góra Stracenia” sektora zachodniego, zastępca dowódcy ośrodka ppłk Stanisław Brzeziński. W nocy 14/15 września I batalion OZ (19 pp) mjr. Majewskiego dokonał wypadu na Kozielniki, lecz oddziały 1 DG wycofały się na noc ze swoją obsadą z tej miejscowości.                     
15 września po południu celem odciążenia natarcia 10 Brygady Kawalerii wraz z częścią Grupy „Żółkiew” na Zboiska i okoliczne wzgórza, do natarcia wyznaczono: batalion piechoty OZ (19 pp)  mjr. Majewskiego, mającego nacierać z Zamarstynowa w kierunku na Hołosko Małe i III batalion 206 pułku piechoty mającego prowadzić natarcie na wzg. 347 „Kortumowa Góra”. Natarciem dowodził ppłk Piotr Parfinowicz dowódca 205 pp. Po silnym przygotowaniu artyleryjskim oba bataliony początkowo uzyskały powodzenie, lecz dalsze natarcie zostało powstrzymane. Batalion mjr. Majewskiego wdarł się jedną kompanią do Hołoska ok. godz. 23.00, lecz nie był w stanie zdobyć umocnionych budynków. Ponowione rano 16 września natarcie batalionu nie przyniosło powodzenia zaległo w ogniu niemieckiej artylerii i broni maszynowej. Dalsze próby ataku podejmowane były do końca dnia. Z batalionu mjr. Majewskiego, poległo ok. 30 żołnierzy, w tym kpt. Jarosław Klewar, rannych zostało 60 żołnierzy, w tym ppor. Mikołaj Kosmacz. 17 września batalion mjr Romualda Majewskiego o godz. 11.00 przystąpił do natarcia w kierunku Hołoska Wielkiego, zdobył cmentarz w Hołosku Wielkim, a III/206 pp kpt. Aleksandra Gregorewicza północno-zachodnią część Hołoska Małego. Pomiędzy walczącymi nadal batalionami OZ (I/19 pp) i III/206 pp ok. godz. 14.00 wprowadzony został II batalion 1 pułku piechoty OW „Grodno” kpt. Władysława Gorczycy, który dotarł do Hołoska Wielkiego i zajął jego północną część. Efektywnego wsparcia udzieliła artyleria bezpośredniego wsparcia odcinka północno-zachodniego i artyleria ogólnego działania Grupy Obrony Lwowa.          
Po sformowaniu możliwych oddziałów i pododdziałów bojowych z zasobów OZ 5 DP, dowódca Ośrodka ppłk Władysław Smereczyński został dowódcą odwodów GOL. Z rozkazu gen. bryg. st. sp. Franciszka Sikorskiego ppłk. Władysław Smereczyński otrzymał rozkaz wykonania wypadu na Pasieki Miejskie, Pirogówkę, w kierunku na Sichów i okoliczne wzgórza. Do natarcia zostały wyznaczone I/19 pp batalion OZ i I/40 pp batalion OZ wzmocnione dwoma armatami ppanc. wsparcie miał zapewnić 42 dywizjon artylerii lekkiej. Batalion mjr. Majewskiego prowadził natarcie od strony Cetnarówki, a batalion mjr. Gębarowicza od strony Pohulanki, broniące tego terenu pododdziały 1 DG nie przyjęły walki i wycofały się. W nocy 18/19 września bataliony powróciły na pozycje wyjściowe. Od 18 września w sektorze wschodnim zajmowały pozycje obronne: II/26 pp batalion piechoty OZ kpt. Bolesława Grubiego, I/40 pp batalion piechoty OZ mjr. Stanisława Gębarowicza, III Lwowski batalion ON mjr. Józefa Smagowicza, 1 kompania 206 pp por. Władysława Wysockiego, kompania wartownicza i kompania asystencyjna. 18 września na pozycje oddziałów sektora wschodniego rajdu dokonał niemiecki pododdział pancerny w sile 7 czołgów, atak ten odparto.               
19 września, aby umożliwić przebicie się do Lwowa zgrupowaniu gen. broni Kazimierza Sosnkowskiego, utworzono cztery zgrupowania uderzeniowe, mające wykonać natarcie ze Lwowa w kierunku na Lasy Brzuchowickie. W zgrupowaniu ppłk. Alfreda Greffnera prowadził natarcie I/19 pp batalion piechoty mjr. Romualda Majewskiego, który wraz z innymi oddziałami zgrupowania wsparty plutonem armat miał opanować Zamarstynów i Hołosko Wielkie z cmentarzem. Natarcie wyruszyło o godz. 16.00, pod silnym ogniem artylerii i broni maszynowej powoli przesuwało się do przodu, pomimo kontrataków niemieckiej piechoty i czołgów z 5 Dywizji Pancernej. Zgrupowania pomimo wysokich strat przy silnym wsparciu własnej artylerii zdołały opanować część przedmiotów natarcia. Dalsze natarcie wobec niemęckiej przewagi wieczorem zostało zatrzymane. Nie jest znany efekt natarcia zgrupowania ppłk. Greffnera. W nocy 18/19 września od strony Winnik w rejonie rogatki Łyczakowskiej pojawiła się kolumna pancerno-motorowa, która o godz. 2.30 19 września zaatakowała barykady i stanowiska batalionów sektora wschodniego. Atak ten odparto. 19 września również ppłk Stanisław Brzeziński dowódca odcinka północno-zachodniego, sektora zachodniego GOL podjął organizację pułku piechoty „Góra Stracenia”. Część oficerów pułku wywodziła się z OZ 5 DP, głównie z 40 pp i 19 pp.  I batalionem dowodził kpt. Włodzimierz Krogulski, II batalion składał się z Sokalskiego batalionu ON wzmocnionego żołnierzami i bronią maszynową pod dowództwem kpt. Jana Baranieckiego. 
20 września w ramach pułku ON ppłk. Alfreda Greffnera znalazł się I/26 pp batalion piechoty OZ kpt. Stanisława Polinkiewicza, który w ramach pułku ON wykonał natarcie w kierunku na Zboiska. Natarcie wspierała własna artyleria oraz pociąg pancerny nr 53 „Śmiały”. Z uwagi na rozmowy rozejmowe natarcie wstrzymano rano 21 września. Ostatecznie Obrońcy Lwowa skapitulowali przed wojskami sowieckimi 22 września. Przez stanowiska II/26 pp batalionu OZ kpt. Bolesława Grubi do Lwowa wkroczyły wojska sowieckie zgodnie z umową kapitulacyjną. Szeregowych zwolniono do domów, a oficerowie wbrew umowie zostali popędzeni do niewoli rosyjskiej.

## Obsada dowódcza OZ
Dowództwo:
- dowódca - ppłk piech. Władysław Smereczyński[29]
- I zastępca - ppłk piech. Ludwik Dmyszewicz (do 11 IX 1939) późnej dowódca zgrupowania
- II zastępca - ppłk piech. Stanisław Brzeziński (do 13 IX 1939), później dowódca pododcinka „Góra Stracenia” w sektorze zachodnim i dowódca pułku „Góra Stracenia”, †1940 Charków[30]

oddziały i pododdziały:
- I batalion piechoty OZ (I/19 pp) - mjr Romuald Majewski[32]
  - dowódca 1 kompanii strzeleckiej - ppor. Mikołaj Kosmacz
  - dowódca 2 kompanii strzeleckiej - kpt. Jarosław Wincenty Klewar
    - dowódca II plutonu - ppor. rez. Wiktor Zdrzałka
    - dowódca III plutonu  - ppor. rez. Franciszek Kozłowski

  - dowódca 3 kompanii strzeleckiej - ppor. Tadeusz Sym
    - dowódca I plutonu - ppor. Bronisław Stelmach

  - dowódca 1 kompanii ckm - ppor. Kazimierz Iwulski
  - dowódca harcerskiej kompanii Obrony Lwowa - por. Zbigniew Kazimierz Czekański
- II batalion piechoty OZ (I/26 pp) - kpt. Rudolf Prokopowicz (do 18 IX 1939),  kpt. Stanisław Polinkiewicz[27]
- III batalion piechoty OZ (I/40 pp) - mjr Stanisław Gębarowicz[33]
  - zastępca dowódcy - mjr st. sp. Stanisław Soczek †1940 Charków[34]
  - adiutant batalionu - ppor. Jan Garda
  - dowódca plutonu gospodarczego -
  - dowódca 7 kompanii strzeleckiej - por. rez. Ludwik Meller
    - dowódca I plutonu - por. rez. Jan Kulawik
    - dowódca II plutonu - ppor. rez. Stefan Sambor

  - dowódca 8 kompanii strzeleckiej - por. Karol Mager (do 16 IX 1939), kpt. Bolesław Celiński (od 17 IX 1939)
  - dowódca 9 kompanii strzeleckiej - NN
  - dowódca 3 kompanii ckm - por. Jan Korzeń
    - dowódca plutonu ckm - ppor. rez. Sylwester Dulemba
    - dowódca plutonu moździerzy - ppor. rez. Alojzy Ferdynand Stryczek vel Mac

- batalion piechoty OZ (II/40 pp) - por. rez. dr Włodzimierz Herman[33]
  - dowódca 1 kompanii strzeleckiej -
  - dowódca 2 kompanii strzeleckiej -
  - dowódca 3 kompanii strzeleckiej - ppor. Czernik
    - dowódca plutonu - ppor. rez. Wolf

  - dowódca kompanii ckm - ppor. Wilhelm Ryżewski 
    - dowódca III plutonu - plut. pchor. rez. Zdzisław Korbut
    - dowódca IV plutonu - kpr. pchor. Zbigniew Jaworski
- batalion piechoty OZ (II/26 pp) - kpt. Bolesław Grubi
  - dowódca plutonu łączności -
  - dowódca 1 kompanii strzeleckiej -
  - dowódca 2 kompanii strzeleckiej -
  - dowódca kompanii ckm -
- kompania strzelecka 1A -
- kompania małoletnich z Szkoły Podoficerów dla Małoletnich nr 2 Śrem -
- pluton pionierów
- pluton łączności
- pluton artylerii piechoty
- pluton przeciwpancerny
- pluton zwiadowców
- kompania gospodarcza